# Gloucestershire County Cricket Club
Le Gloucestershire County Cricket Club est un club de cricket anglais, fondé en 1870, qui représente le comté traditionnel du Gloucestershire. C'est l'un des dix-huit clubs majeurs qui participent aux compétitions nationales anglaises. L'équipe première porte le surnom de Gloucestershire Gladiators pour les matchs à nombre limité de séries.

## Palmarès
- County Championship : aucun
- Gillette Cup, NatWest Trophy, C&G Trophy, Friends Provident Trophy (5) : 1973, 1999, 2000, 2003, 2004.

## Joueurs célèbres
- W. G. Grace